# فسدیس
فسدیس (به عربی: فسدیس) یک شهرداری در الجزایر است که در استان باتنه واقع شده‌است. فسدیس ۸۶ کیلومتر مربع مساحت و ۷٬۵۱۷ نفر جمعیت دارد.